# Ivoorpok
De ivoorpok (Amphibalanus eburneus) is een zeepokkensoort uit de familie van de Balanidae. De wetenschappelijke naam van de soort werd in 1841 voor het eerst geldig gepubliceerd door Gould.

## Beschrijving
De ivoorpok is een middelgrote, kegelvormige zeepok met een wit omhulsel bestaande uit zes kalkplaten, waarvan de onderste drie met elkaar vergroeid zijn. Het heeft een ruitvormig operculum beschermd door een scharnierend deksel gevormd uit twee driehoekige helften die elk bestaan uit twee afdekplaten, een tergum en een scutum. Het kan groeien tot een hoogte van 2,5 cm, maar de meeste ivoorpokken zijn veel kleiner. Deze zeepok kan worden verward met de brakwaterpok (Balanus improvisus) maar die soort is kleiner en groeit slechts tot een hoogte van 6 mm. Een andere soortgelijke soort is de paarsgestreepte zeepok (Balanus amphitrite) maar die heeft verticale paarse lijnen op het huisje.

## Verspreiding
Het oorspronkelijke verspreidingsgebied van de ivoorpok strekt zich uit van Nova Scotia tot de Caraïbische Zee en de Golf van Mexico, maar heeft zijn verspreidingsgebied vergroot als gevolg van aangroei aan de bodem van schepen en omdat de larven soms in ballastwater worden vervoerd. Het werd in 1929 voor het eerst gezien in Pearl Harbor, Hawaii en is nu gebruikelijk op alle grote eilanden. Het wordt gevonden, soms in grote aantallen, van laagwater tot een diepte van 37 m bevestigd aan harde oppervlakken, waaronder rotsen, schelpen van weekdieren, palen, steigers en andere kunstmatige constructies, scheepsrompen en de wortels van de rode mangrove (Rhizophora mangel).

## Voortplanting
Ivoorzeepokken hebben de neiging om samen te voegen met anderen en zo dichte populaties te vormen. Elk zeepok is hermafrodiet, maar kruisbestuiving vindt plaats wanneer een zeepok zijn lange penis uitsteekt en deze in het operculum van een aangrenzende zeepok steekt waar zich al eieren hebben ontwikkeld. Sperma wordt daar afgezet en de bevruchte eieren worden in de mantelholte uitgebroed. Bij het uitkomen worden de larven in de waterkolom verdreven en worden ze plankton. Ze doorlopen zes naupliaire stadia en één cypris-stadium in de loop van één tot twee weken. De nauplii voeden zich met fytoplankton, maar cypris-larven voeden zich niet. Ze zoeken naar vestigingsplaatsen, mogelijk op basis van chemische signalen van reeds gevestigde volwassenen of testen het substraat op geschiktheid. Eenmaal gesetteld, bevestigen ze zichzelf aan hun kop naar de oppervlakte en ondergaan ze een metamorfose tot volwassem zeepokken.